# Forte de Nossa Senhora das Salvas
O Forte de Nossa Senhora das Salas (ou das Salvas), popularmente denominado como Forte do Revelim, localiza-se na freguesia, na cidade e no município de Sines, distrito de Setúbal, em Portugal.

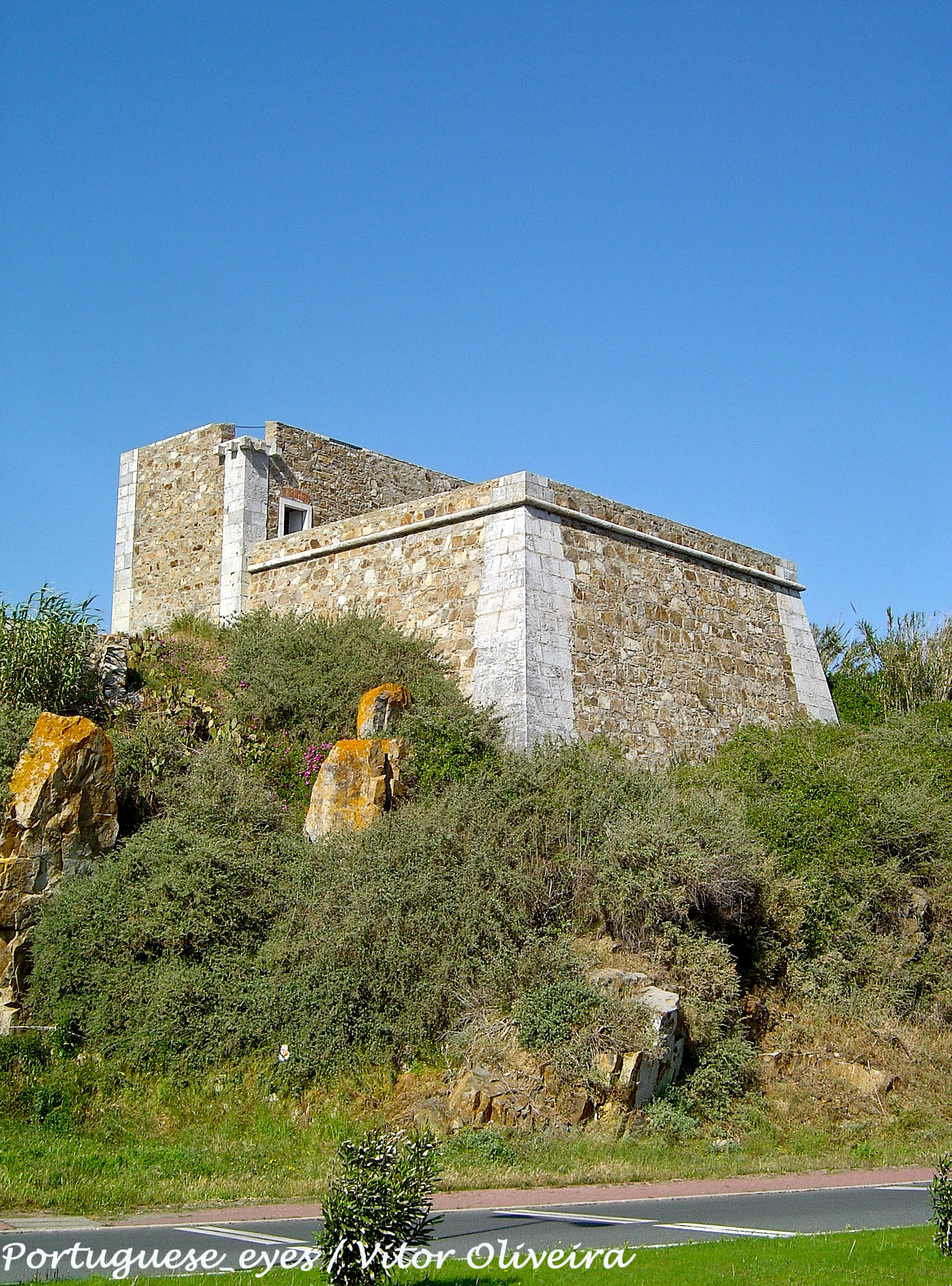
Vista do forte, a partir da Avenida Vasco da Gama.

## Descrição
O Forte do Revelim situa-se na orla marítima a poente de Silves, nas imediações do edifício administrativo do porto, sendo considerado como um dos pontos extremos do centro histórico da cidade. Ganhou o seu nome devido à presença da Igreja de Nossa Senhora das Salvas, que se situa a cerca de 200 m para oriente,
Tem uma planta de forma rectangular, e é composto por duas partes, sendo a primeira correspondente ao antigo edifício da guarnição, com uma cobertura em terraço com parapeito, com canhoneiras, enquanto que o segundo consiste num segundo terraço com parapeito, onde se situava a bateria. O edifício tem duas salas no seu interior. A área útil é de cerca de 21 m², à qual acresce um terraço superior, com 18 m², e o inferior, com 49 m².

## História
A fortificação foi edificada na segunda metade do século XVII, na sequência da Guerra da Restauração, durante o reinado de D. João IV. Foi construído como parte de um grande programa de modernização das defesas costeiras em todo o território nacional, que também incluiu a instalação de um forte na Ilha do Pessegueiro e outro em frente da mesma ilha. Foi concebida por Alexandre Massai, com desenho do engenheiro João Rodrigues Mouro, tendo sido usada uma configuração pouco usual para a época, quando predominavam as fortalezas poligonais abaluartadas. Servia para proteger a povoação e o porto de Sines dos ataques dos corsários e dos piratas, que então assolavam a costa alentejana, sendo utilizada para alertar os habitantes da presença dos inimigos, que então se refugiariam no seu interior e no castelo, enquanto que a guarnição do forte se deveria espalhar por vários locais estratégicos ao longo da costa, onde estavam instalados os canhões. Os últimos registos de uma guarnição do forte datam de 1844.
Em meados da década de 1950 formou-se uma pequena comunidade junto ao forte, o Bairro dos Arrojados, composto por várias habitações clandestinas de pescadores. Permaneceu até aos anos 80, quando foi demolido como parte do programa de desenvolvimento do Porto de Sines, tendo o edifício da administração sido construído no local do antigo bairro. O forte foi classificado como Imóvel de Interesse Público pelo Decreto n.º 95/78, de 12 de Setembro. Em 1990 a autarquia organizou um concurso público para aproveitamento do forte, tendo surgido pelo menos uma candidatura, para a instalação de um atelier de arte com galeria de exposição. Em 1993 um empresário pediu que lhe fosse cedido o forte, para ali instalar um café ou estabelecimento semelhante, mas este pedido foi negado devido à planeada realização de um estudo urbanístico naquela área. em 1997 foi apresentada uma proposta semelhante, que também não teve seguimento por não estar ainda decidido quais seriam as novas funções do monumento. Em 26 de Novembro de 2016, o forte fez parte de um programa de visita organizado pela autarquia a vários locais que ficaram ligados a Cláudia de Campos, por ocasião do centenário da morte da escritora.
Em 2013 a autarquia iniciou o processo para a elaboração do Plano de Pormenor do Forte do Revelim, que abrangia uma área de intervenção de cerca de 55 ha, situada na zona meridional e poente da cidade. Em 2015 foram feitas obras de drenagem no talude do forte do Revelim, junto à Avenida Vasco da Gama.